# راسه‌پوری
راسه‌پوری (فنلاندی: Raasepori) یک شهر ساحلی در اوسیما فنلاند است. اکناس مرکز این شهر است.
جمعیت این شهر ۲۷٬۴۸۱ نفر (۳۱ دسامبر ۲۰۲۱) و مساحت آن ۲٬۳۵۴٫۱۷ کیلومتر مربع (۹۰۸٫۹۵ مایل مربع) بوده که ۲٬۲۸۶٫۷۵ کیلومتر مربع (۸۸۲٫۹۲ مایل مربع) آب است. تراکم جمعیت ۲۴٫۹۹ ساکن در هر کیلومتر مربع (۶۴٫۷ ساکن در هر مایل مربع) است.

## پیشینه
راسه‌پوری شهری تاریخی است و قدمت آن به قرن چهاردهم بر می‌گردد بر این اساس نام شهر نیز از قلعه معروف این شهر به نام قلعه راسه‌پوری گرفته شده‌است.
این شهر دو زبانه است، اکثریت شهر سوئدی زبان هستند که دو سوم جمعیت (۶۶٫۲ درصد) را تشکیل داده و فنلاندی زبان‌ها اقلیت هستند که تقریباً یک سوم باقی مانده جمعیت (۳۱ درصد) را تشکیل می‌دهند.